# خورشیدگرفتگی ۲۰ اوت ۱۹۰۶
خورشیدگرفتگی ۲۰ اوت ۱۹۰۶ (به انگلیسی: Solar eclipse of August 20, 1906) یک خورشیدگرفتگی از نوع خورشیدگرفتگی جزئی است. این خورشیدگرفتگی در تاریخ ۲۰ اوت ۱۹۰۶ میلادی (‎۲۸ مرداد ۱۲۸۵ خورشیدی) روی داد که زمان اوج آن، ساعت ۱:۱۲:۵۰ به‌وقت ساعت هماهنگ جهانی بوده است.